# Бахман (рассказ)
«Бахман» — рассказ Владимира Набокова, относящийся к русскому периоду его творчества. Был написан и опубликован (под псевдонимом В. Сирин) в 1924 году, вошёл в состав сборника «Возвращение Чорба» (1929).

## Сюжет
Главный герой пересказывает историю отношений композитора и виртуоза Бахмана и госпожи Перовой, услышанную им от антрепренёра Зака. Перова, влюблённая в Бахмана, сопровождала его во время гастролей и неизменно сидела в первом ряду на концертах. Композитор, запойный алкоголик и, по выражению Зака, «в буквальном смысле неуч», относился к ней с явным пренебрежением, но благодаря присутствию Перовой «играл всё лучше и всё безумнее». Перед концертом в мюнхенской опере Перова заболела. Не увидев её в переднем ряду, Бахман показал публике кукиш и ушёл со сцены. Перова, несмотря на сильный жар, приехала в оперу, потом долго искала композитора в кабаках и нашла его глубокой ночью в своём гостиничном номере. По мнению Зака, для обоих это была самая счастливая ночь в жизни. На следующий день Перова умерла, а потрясённый Бахман бесследно исчез.

## Публикация и оценки
Рассказ «Бахман» был написан в октябре 1924 года и увидел свет 2—4 ноября того же года в берлинской газете русских эмигрантов «Руль». Его перевод на немецкий язык был опубликован в конце июня 1928 года в газете Vossische Zeitung. В 1929 году автор включил рассказ в сборник «Возвращение Чорба». 
Биограф Набокова Брайан Бойд считает, что в «Бахмане» Набоков «впервые по-настоящему уверенно демонстрирует своё мастерство», создавая внутренний конфликт между сентиментальным рассказчиком и его циничным собеседником Заком, описывая «сомнительные кабачки», с мягким комизмом рисуя образ композитора. В Бахмане, гениальном человеке, который вне своей стихии чувствует болезненную неловкость, литературоведы видят предшественника шахматиста Лужина, главного героя романа Набокова «Защита Лужина» (1929).